# Rubén Espinoza
Rubén Alberto Espinoza Molina (ur. 1 czerwca 1961 w Tomé) – chilijski piłkarz grający podczas kariery na pozycji pomocnika.